# Germano-estadounidense
Un germanoestadounidense (en inglés: German American) es, en Estados Unidos, un ciudadano de ascendencia alemana. Esta voz puede aplicarse a aquel estadounidense cuyos antecesores sean alemanes, o a alguien nacido en Alemania y emigrado a Estados Unidos. Los germanoestadounidenses son el grupo étnico más numeroso en Estados Unidos en 2006, e incluso lo han sido antes de su independencia. En algunos casos, se trata de hijos y nietos de alemanes, y en otros, de estadounidenses cuyos ancestros alemanes emigraron hacia América, incluso en tiempos muy anteriores, como en 1600 o 1700.

## Importancia
Los germanoestadounidenses han influido en casi todos los sectores de la economía estadounidense, desde la ciencia a la arquitectura, industria, deportes y la industria del entretenimiento. Las celebraciones germanoamericanas están en todo el país. La más famosa es el Steuben Parade en la ciudad de Nueva York, realizada el tercer sábado del mes de septiembre. También hay otras celebraciones en Chicago, Cincinnati, Milwaukee, y otras ciudades.
Los germanoestadounidenses son el grupo étnico más numeroso en Estados Unidos, contando más 50 millones de personas o 17% de la población total del país. California y Texas contienen las más numerosas poblaciones germanoestadounidenses, mientras que los estados del Medio Oeste, incluyendo Dakota del Norte y Wisconsin tienen los mayores porcentajes de personas de ascendencia alemana.
Numerosas publicaciones dan cuenta de la importancia de esta colectividad. El periódico de lengua alemana más tradicional es el New Yorker Staats-Zeitung.

## Apellidos norteamericanizados
Muchos apellidos de origen alemán se han modificado en América, especialmente en Estados Unidos, de manera parcial o total. En otros casos, en cambio, se trata directamente de traducciones literales o adaptaciones a la pronunciación inglesa. Esta suerte de política de asimilación ha dado como resultado algunos apellidos que, pese a parecer ingleses, no lo son, y por tanto no existen en Inglaterra, pero sí existen en Estados Unidos. La siguiente es una lista con algunos ejemplos:
- Ahlum devino en Allem o Alem;
- Bauer devino en Bower;
- Baumann devino en Bowman;
- Beihn devino en Beans;
- Bischoff devino en Bishop;
- Blum devino en Bloom;
- Blumenthal devino en Bloomingdale;
- Boudermann devino en Boudman, Boudman o Budman;
- Braun devino en Brown;
- Brechbiel devino en Brakely;
- Dammer devino en Tammer o Tomer;
- Diehl devino en Deal;
- Eisenhauer devino en Eisenhower;
- Emerich devino en Emery;
- Emich o Emig devinieron en Amey;
- Froehlich o Fröhlich devinieron en Fraley;
- Heinz devino en Hines o Haynes (registra más de cincuenta y siete variaciones estadounidenses);
- Herchheimer devino en Herkimer;
- Hoch devino en High;
- Huber devino en Hoover;
- Kaufmann devino en Koopmann o Koopman;
- Kessler devino en Custar o Custer;
- Kestenholtz devino en Chesnutwood;
- Klein devino en Cline;
- Klemmer devino en Clemmer o Clymer;
- Koch devino en Cook;
- Kolb devino en Calf;
- Mohr devino en Moore o More;
- Müller devino en Miller;
- Obermayer devino en Overmier;
- Rau devino en Rowe;
- Roggenfelder devino en Rockefeller (Roggen ‘centeno’ en idioma alemán, feld ‘campo’);
- Rothenberger devino en Rosenberger, Rosenberg, Roseberg o Roseberry;
- Seltenreich devino en Seldomridge, Seltenrige o Seltenright;
- Schaffer devino en Scheper;
- Schneider devino en Snyder;
- Schubmann devino en Shipman;
- Schumacher devino en Shoemaker;
- Steinweg devino en Steinway;
- Studenbecker devino en Studebakers;
- Wannemacher devino en Wannamaker;
- Weisskopf devino en Whitehead;
- Wistinghausen devino en Westinghouse;
- Zimmermann devino en Carpenter.